# Archon bostanchii
Archon bostanchii là một loài bướm ngày thuộc chi Archon, phân họ Parnassiinae.